# 国鉄ツ1300形貨車
国鉄ツ1300形貨車（こくてつツ1300がたかしゃ）は、かつて日本国有鉄道（国鉄）およびその前身である鉄道省等に在籍した有蓋貨車（通風車）である。
本形式と同時期に同一の種車より改造製作されたツ1400形についても本項目で解説する。

## ツ1300形
ツ1300形は、1930年（昭和5年）6月より同年9月にかけて鉄道省大宮工場にてワフ8000形（10両）から改造され生まれた10 t積み通風車である。合計10両（ツ1300 - ツ1309）が改造製作された。種車となったワフ8000形の車番は順不同である。牛乳（牛乳缶）専用として札幌鉄道局に配属され運用された。
塗色は、黒であり、全幅は2,248 mm、全高は3,658 mm、軸距は3,048 mm、自重は8.1 t - 8.6 t、換算両数は積車1.6、空車0.8、最高運転速度は65 km/h、車軸は10 t長軸であった。
戦後の1950年（昭和25年）5月に「第二次貨車特別廃車」の対象形式に指定され、改造より約23年後の1953年（昭和28年）7月13日に最後まで在籍した1両（ツ1300）が廃車となり同時に形式消滅となった。

### 車番履歴
| ツ1300形 | 旧形式名   | 旧形式番号 | 改造年月       |
| -------- | ---------- | ---------- | -------------- |
| ツ1300   | ワフ8000形 | ワフ8990   | 昭和5年6月中旬 |
| ツ1301   | ワフ8000形 | ワフ8164   | 昭和5年7月下旬 |
| ツ1302   | ワフ8000形 | ワフ9013   | 昭和5年7月下旬 |
| ツ1303   | ワフ8000形 | ワフ8279   | 昭和5年7月下旬 |
| ツ1304   | ワフ8000形 | ワフ8631   | 昭和5年7月下旬 |
| ツ1305   | ワフ8000形 | ワフ8390   | 昭和5年7月下旬 |
| ツ1306   | ワフ8000形 | ワフ8984   | 昭和5年9月上旬 |
| ツ1307   | ワフ8000形 | ワフ8387   | 昭和5年9月上旬 |
| ツ1308   | ワフ8000形 | ワフ8214   | 昭和5年9月上旬 |
| ツ1309   | ワフ8000形 | ワフ8579   | 昭和5年9月上旬 |

## ツ1400形
ツ1400形は、1929年（昭和4年）度より1931年（昭和6年）度にかけて鉄道省工場にてワフ8000形（300両）から改造され生まれた10 t積み通風車である。合計300両（ツ1400 - ツ1699）が改造製作された。種車となったワフ8000形の車番は順不同である。
各年度における各工場の製造数は以下のとおりである。
昭和4年度 16両

大宮工場 16両（ツ1400 - ツ1415）
昭和5年度 210両

大宮工場 24両（ツ1416 - ツ1439）

大井工場 40両（ツ1440 - ツ1479）

鷹取工場 40両（ツ1480 - ツ1519）

小倉工場 40両（ツ1520 - ツ1559）

五稜郭工場 40両（ツ1560 - ツ1599）

大宮工場 10両（ツ1600 - ツ1609）

名古屋工場 6両（ツ1610 - ツ1615）

長野工場 6両（ツ1622 - ツ1627）

金沢工場 2両（ツ1634 - ツ1635）

下関工場 2両（ツ1669 - ツ1670）

昭和6年度 74両

名古屋工場 6両（ツ1616 - ツ1621）

長野工場 6両（ツ1628 - ツ1633）

金沢工場 7両（ツ1636 - ツ1642）

鷹取工場 12両（ツ1643 - ツ1654）

後藤工場 12両（ツ1655 - ツ1666）

下関工場 7両（ツ1667 - ツ1668、ツ1671 - ツ1675）

盛岡工場 12両（ツ1676 - ツ1687）

土崎工場 12両（ツ1688 - ツ1699）

塗色は、黒であり、全長は6,324 mm、全幅は2,248 mm、全高は3,658 mm、軸距は3,048 mm、自重は10.7 t、換算両数は積車1.6、空車0.8、最高運転速度は65 km/h、車軸は10 t長軸であった。
改造より約20年後に「老朽貨車の形式廃車」の対象形式に指定され、1952年（昭和27年）6月26日通達「車管第1232号」により告示された（当時の在籍車数は270両であった）。1954年（昭和29年）最後まで在籍した車両が廃車となり同時に形式消滅となった。